# 足尾山地
足尾山地（あしおさんち）は群馬県北東部から栃木県南西部にまたがる山地である。一部、日光国立公園に含まれる。
皇海山、三俣山を北端とし、県境沿いに連なる山々、および大谷川以南から鹿沼市まで広がる山々を総称する。なお、足尾山地に接するような形でそびえ立つ赤城山は、独立峰として足尾山地には含めない。
足尾地区北部から鹿沼北西部付近を前日光山地、渡良瀬川左岸から栃木県上都賀郡・安蘇郡、鹿沼市に広がる山地を安蘇山塊とも呼称する。
標高は北に行くほど高く、南に行くほど低くなる傾向にあり、秋山川などの渡良瀬川の本・支流のほとんどがこの山地から流れ出している。

## 主な山
- 皇海山
- 袈裟丸山
- 庚申山
- 両崖山